# Soumaïla Diabaté
Pour les articles homonymes, voir Diabaté.
Soumaïla Diabaté, né le 22 novembre 2004 au Mali, est un footballeur malien qui évolue au poste de milieu défensif au Red Bull Salzbourg.

## Biographie

### En club
Formé au Guidars FC au Mali, Soumaïla Diabaté rejoint l'Autriche et signe en faveur du Red Bull Salzbourg en janvier 2023. Le transfert est officalisé dès le 20 décembre 2022 et il est prêté au club partenaire du FC Liefering.
Le 5 septembre 2024, Soumaïla Diabaté rejoint le FC Blau-Weiß Linz sous la forme d'un prêt d'une saison. Il arrive notamment avec l'intention de gagner en temps de jeu et en expérience dans ce nouveau club.
C'est avec ce club qu'il découvre la première division autrichienne, jouant son premier match le 14 septembre 2024 face au LASK. Titulaire, il voit son équipe l'emporter par un but à zéro.
De retour à Salzbourg il fait sa première apparition pour le club à l'occasion d'une rencontre de Coupe du monde des clubs de la FIFA 2025 face au CF Pachuca. Il entre en jeu et son équipe l'emporte par deux buts à un.
Il joue son premier match en Ligue des Champions en 2025 face au Club Bruges KV en étant directement titularisé.